# Joshua Lederberg
Joshua Lederberg (Montclair, 23 maggio 1925 – New York, 2 febbraio 2008) è stato un microbiologo statunitense.
Conseguito il dottorato in microbiologia all'Università di Yale nel 1948, iniziò una lunga carriera di ricercatore, che lo condusse ben presto (nel 1958, a soli 33 anni) a conseguire il Premio Nobel per la medicina "per le scoperte sulla ricombinazione genetica e l'organizzazione del materiale genetico dei batteri". L'altra parte del premio fu assegnata a George Wells Beadle e Edward Lawrie Tatum.
Sin dai tempi dello sbarco sulla Luna, Lederberg fu un sostenitore delle teorie esobiologiche.
Nel 2001 coniò il termine microbioma.

## Biografia
Lederberg nacque a Montclair, New Jersey, da Esther Goldenbaum Schulman Lederberg e Rabbi Zvi Hirsch Lederberg, nel 1925, e si trasferì da bambino a Washington Heights, Manhattan. Aveva due fratelli minori. Lederberg si diplomò alla Stuyvesant High School di New York City all'età di 15 anni nel 1941. Dopo il diploma, gli fu concesso un laboratorio dall'American Institute Science Laboratory, un predecessore del Westinghouse Science Talent Search.